# دو آبی
دو آبی یک منطقه مسکونی در افغانستان است که در ولایت غزنی و در ولسوالی ناور در ارتفاع ۳۰۹۱ متری از سطح دریا واقع شده است.
مختصات: ۳۳°۵۴′۱۲″شمالی ۶۷°۵۲′۳۱″شرقی / ۳۳٫۹۰۳۳°شمالی ۶۷٫۸۷۵۳°شرقی